# Panjakent
Panjakent (tadjik: Панҷакент), o Penjikent (rus: Пенджикент) és una ciutat de la província de Sughd al Tadjikistan al riu Zarafxan, amb una població de 52.500 habitants (estimació de 2020). Va ser una antiga ciutat de Sogdiana. Les ruïnes del nucli antic es troben als afores de la ciutat moderna. L'àrea important d'aus de Sarazm es troba aigües avall de la ciutat a la plana inundable del riu amb vegetació tugai.

## Història
L'antiga Panjakent era una petita però florida ciutat dels sogdians a l'Àsia central preislàmica. Era conegut com Panchekanth. Significa cinc ciutats (pobles) en persa. El nom ètnic i territorial "Soghd/Soghdian" o Sughd/Sughdian va ser esmentat a la història des de la dinastia aquemènida iraniana (segle VI aC). Els aquemènides van fundar diverses ciutats-estat, així com ciutats al llarg de l'antiga ruta de la seda i a la vall del Zarafxan.

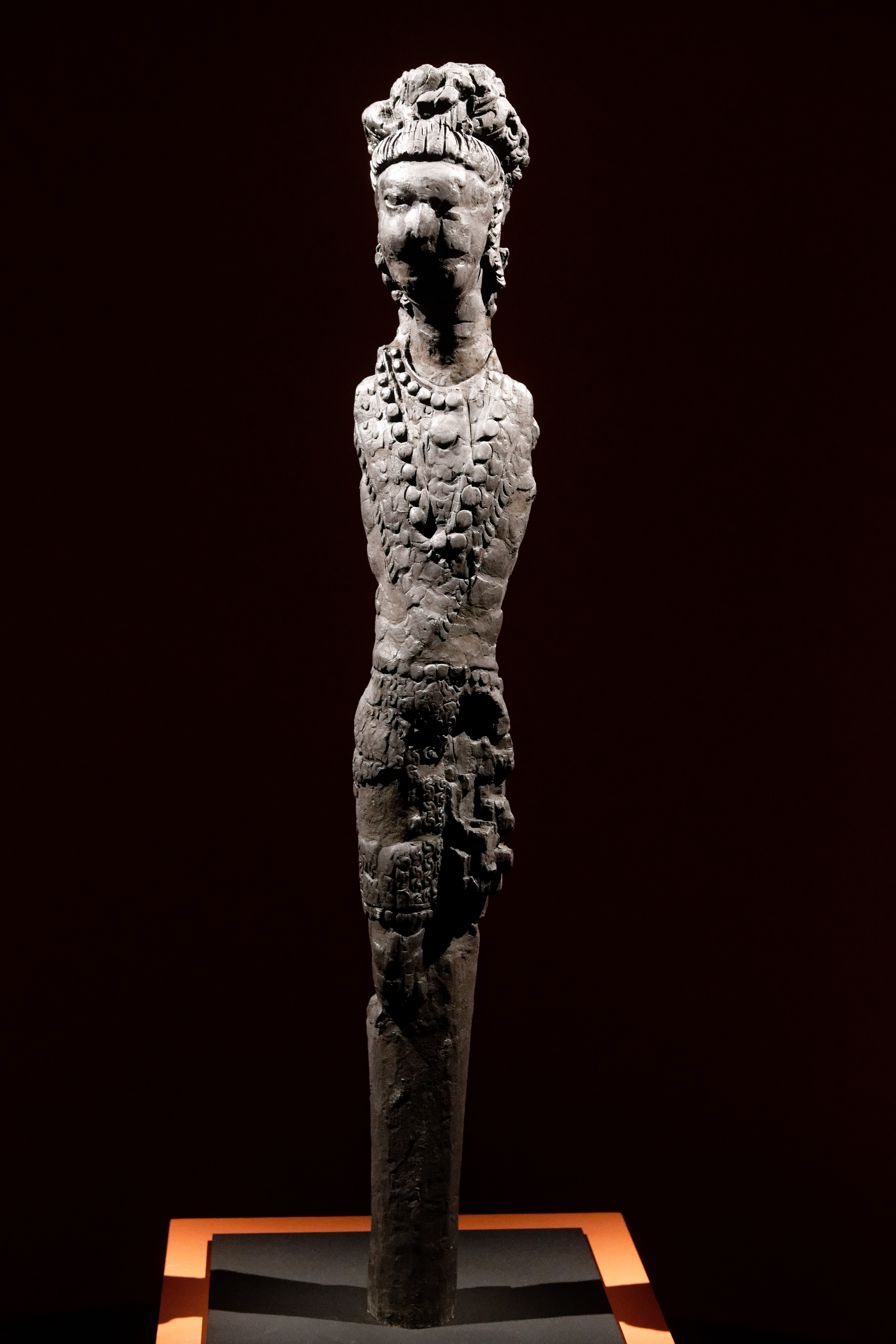
Cariàtide, segles VII-VIII. Des de Panjakent, Tadjikistan.

La ciutat va créixer al segle V dC i molts professionals, com ara empresaris i terratinents establerts, es van guanyar la vida a Panjakent. L'any 722, les forces àrabs musulmanes van assetjar i van prendre la ciutat. L'últim governant de la ciutat, Divashtich, va fugir a l'alt Zarafxan, però va ser capturat i condemnat a mort. Durant uns 50 anys, l'antic Panjakent va ser governat per nous administradors, però cap a finals del segle VIII la ciutat de les terrasses superiors va ser despoblada i traslladada. Moltes ruïnes antigues de la ciutat vella, especialment l'arquitectura de la ciutat i les obres d'art queden avui.
Nombrosos registres d'un govern de Penjikent, escrits en sogdià, es van localitzar no gaire lluny de Penjikent al mont Mug. A través de la lectura d'aquests textos, el públic de l'Àsia central del segle VIII jutjarà sobre la vida social, econòmica i política.

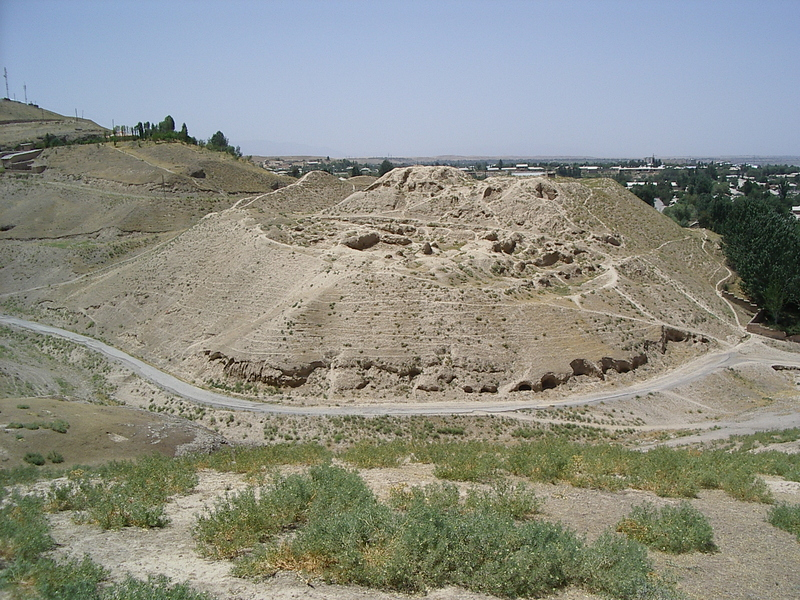
Ruïnes de l'antic Penjikent a Tadjikistan.

Segons els geògrafs àrabs, Panjakent al segle X tenia una mesquita formal de divendres que distingia el lloc com a ciutat d'un poble. Era la ciutat més oriental de Soghd, i es va fer coneguda per les seves nous.
L'arqueòleg rus Boris Marshak va passar més de cinquanta anys excavant les ruïnes de Panjakent. Hi va romandre fins i tot després de la independència de Tadjikistan com a director de l'excavació de les ruïnes de Panjakent, durant els anys de la Guerra Civil del Tadjikistan de 1992 a 1997. Mitjançant una estreta cooperació amb el govern del Tadjikistan, Marshak va assegurar la protecció i l'excavació continuada de les ruïnes de Panjakent.

### Murals i artefactes antics
Es van recuperar nombrosos murals del jaciment de Panjikent, i molts d'ells es troben ara exposats al Museu de l'Ermitage i al Museu Nacional d'Antiguitats del Tadjikistan a Dushanbe. A les pintures s'observen una gran varietat d'influències, que mostren detalls de la vestimenta i de la vida quotidiana: els estils decoratius grecs es troben amb les narracions iranianes del Shahnamé i el cicle èpic de Rostam, escenes de festes s'alternen amb representacions de combats, cultes locals es barregen amb iranians i divinitats índies. El xivaisme era popular a Sogdiana i al Turquestan oriental com es troba a la pintura mural de Penjikent al riu Zervashan. En aquesta representació, Xiva està representat amb un halo sagrat i un fil sagrat ("Yajnopavita"). Va vestit amb una pell de tigre mentre els seus assistents porten vestits de Sogdian. Hi ha una representació d'ell de quatre potes assegut amb les cames creuades sobre un seient encoixinat recolzat per dos bous.

La producció de pintures va començar al segle V dC i es va aturar l'any 722 dC amb la invasió del califat Abbàssida, i moltes obres d'art van ser danyades o destruïdes en aquella època.

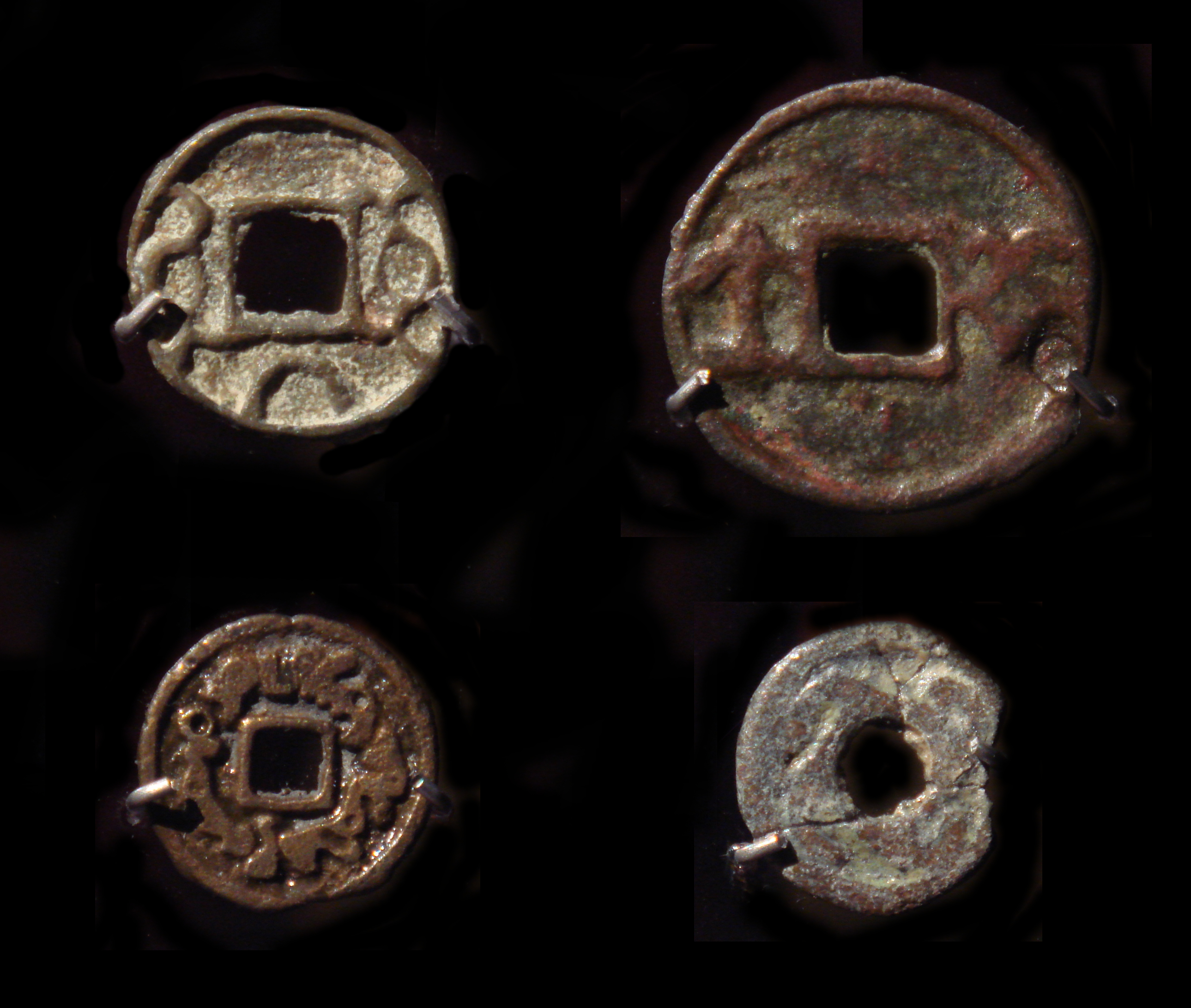
Encunyació d'estil xinès dels governants de Penjikent, Tadjikistan, segles VII-VIII d.C
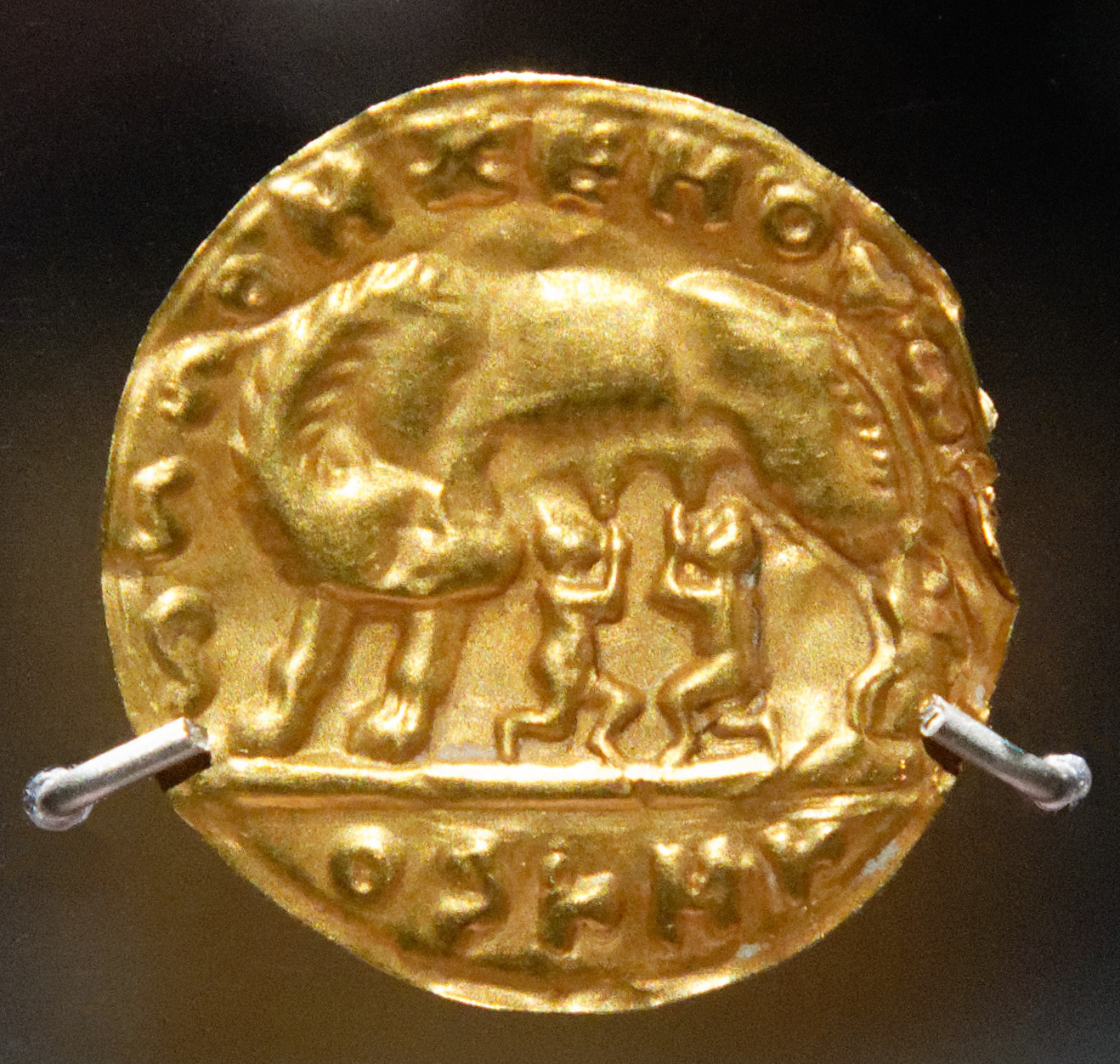
Lloba alletant dos infants ("Ròmul i Rem"), Penjikent, segle V dC, Museu Nacional d'Antiguitats de Tadjikistan (KP 208–243).
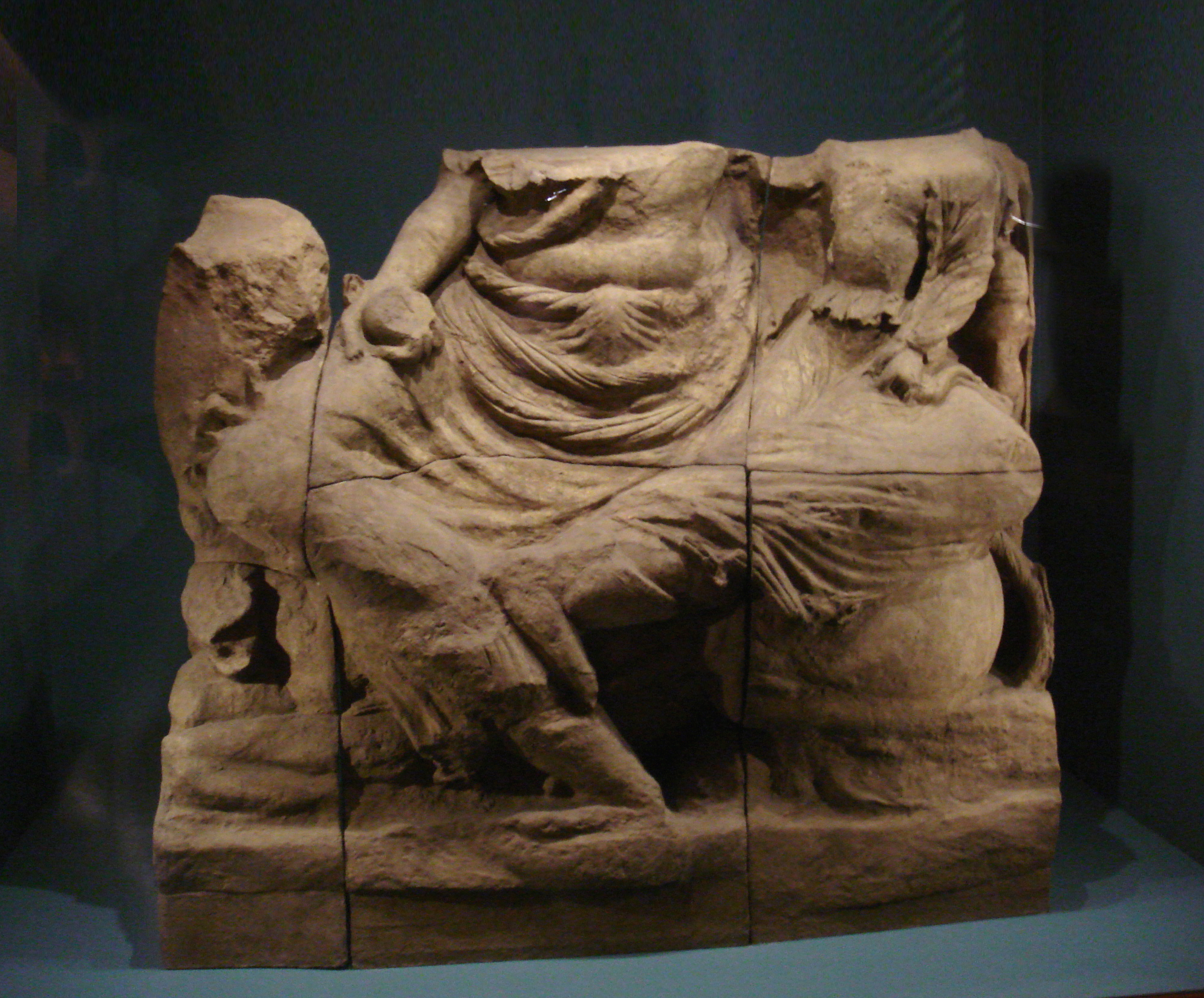
Uma-Maheshvara : Fal·lus de Xiva amb la parella Pàrvati muntant el toro Nandi, Temple Penjikent II, 690-722 CE, Museu Nacional d'Antiguitats del Tadjikistan (60).
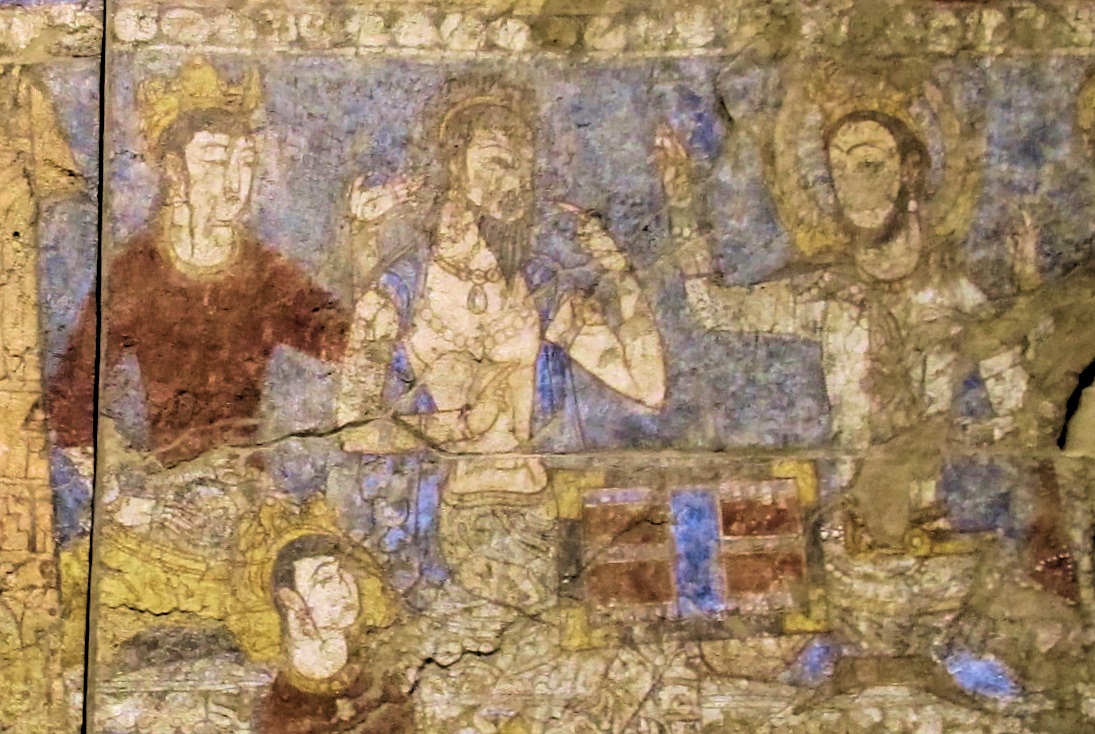
Penjikent, figures amb halos, Museu de l'Hermitage
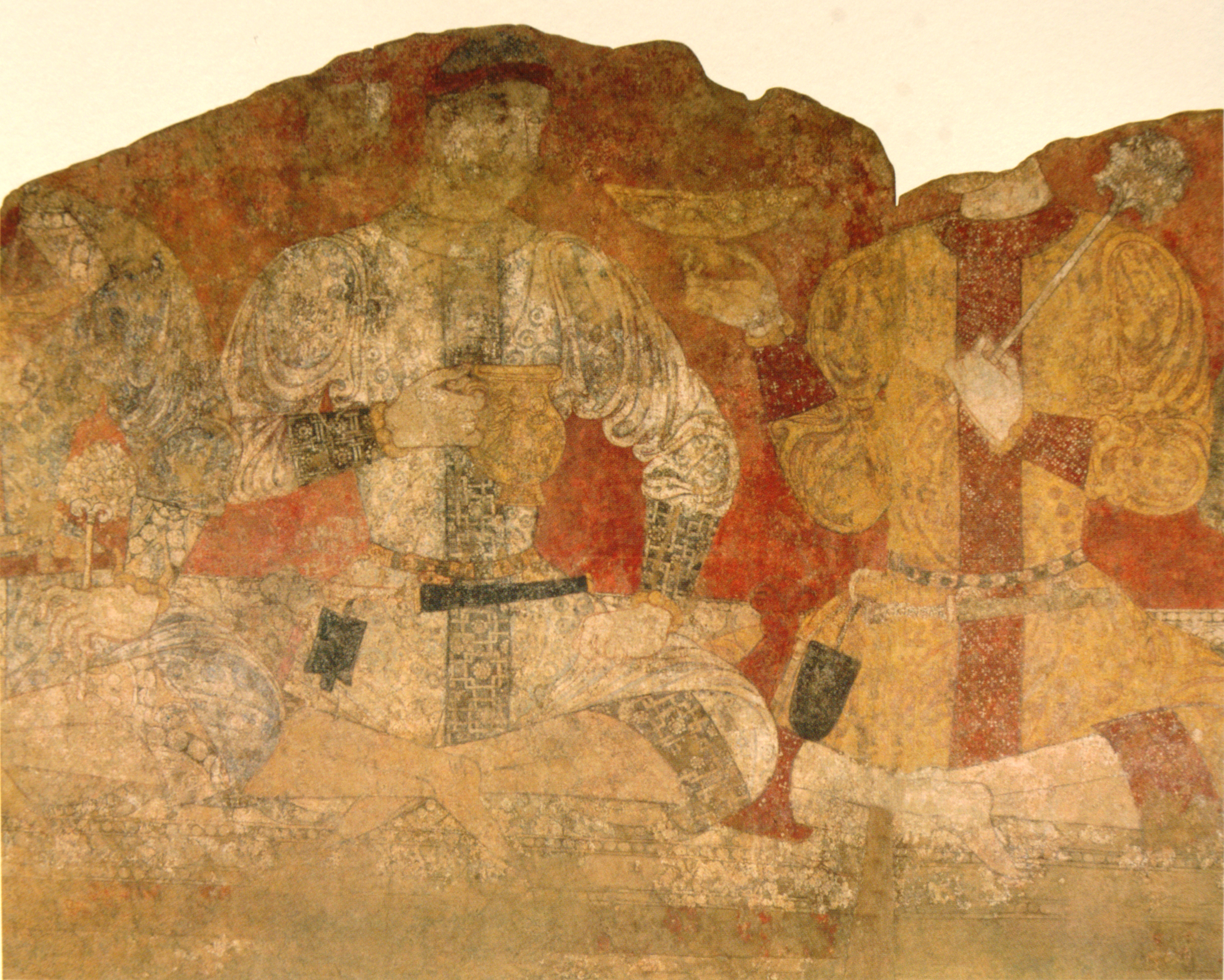
Banquet d'homes, pigment sobre guix. Pendjikent, Tadjikistan
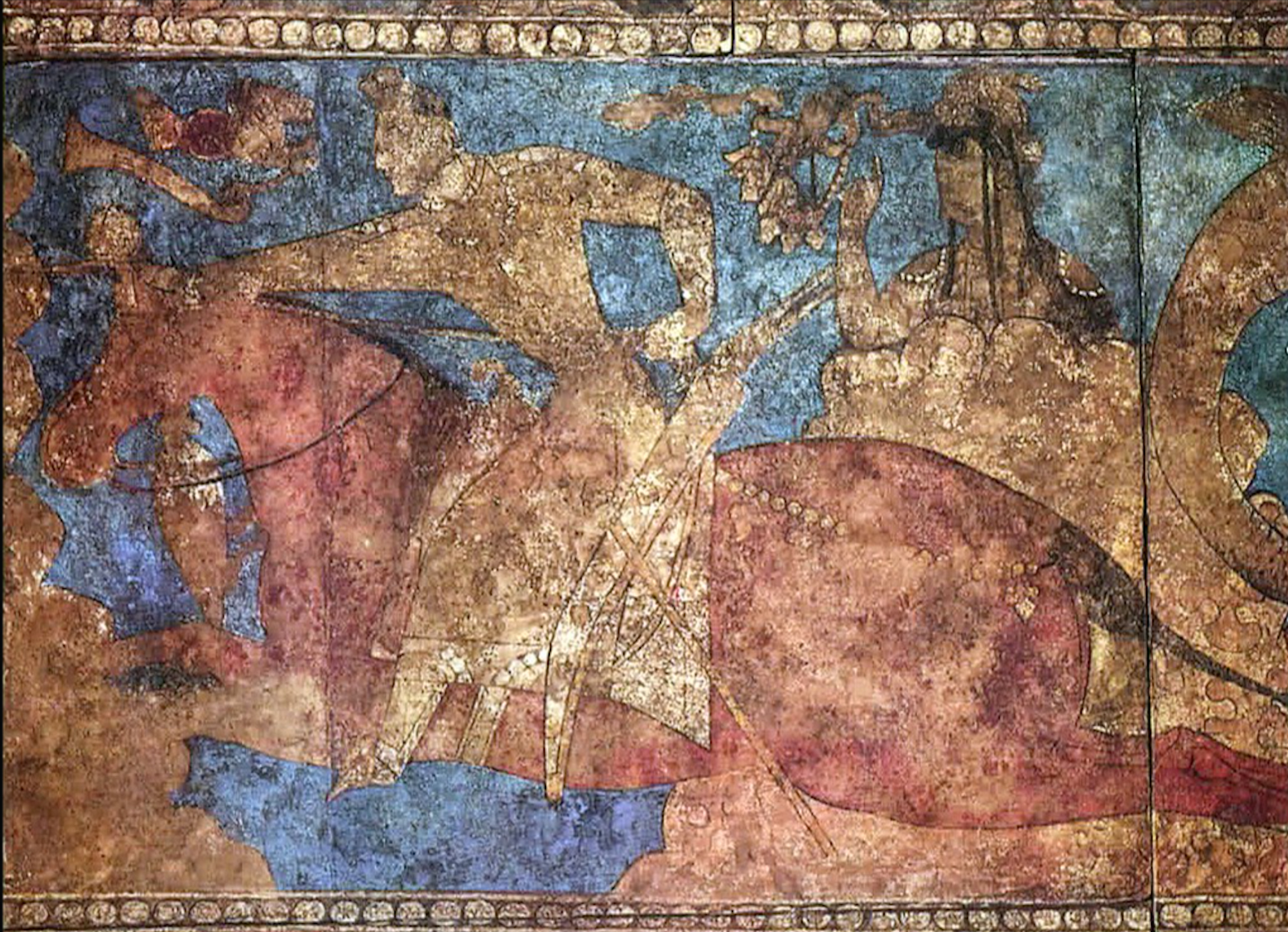
Mural de Panjikent (segles VI-VII dC). Museu de l'Hermitage
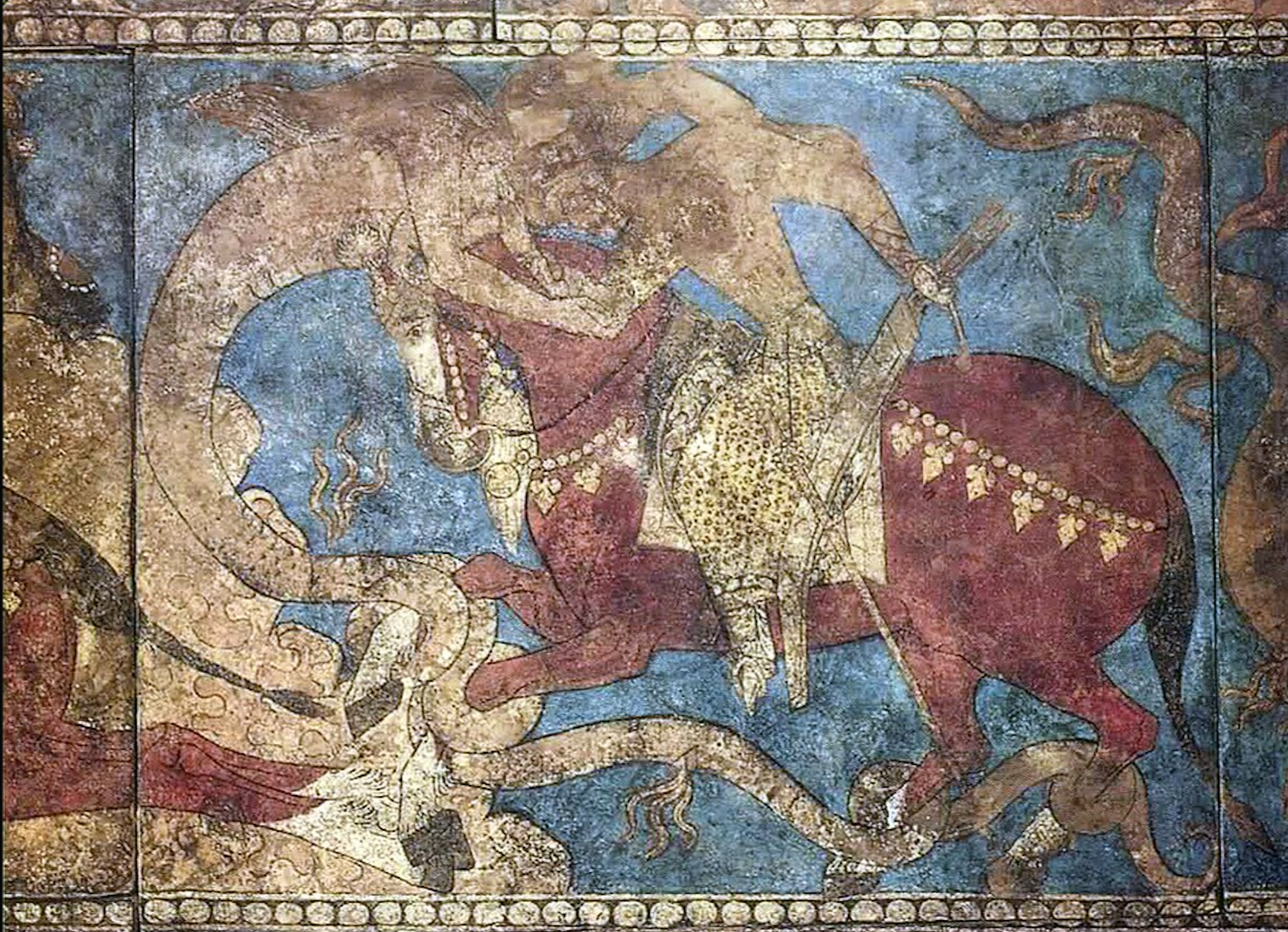
Mural de Panjakent (Panjīkant), segles VI-VIII dC. Museu de l'Hermitage
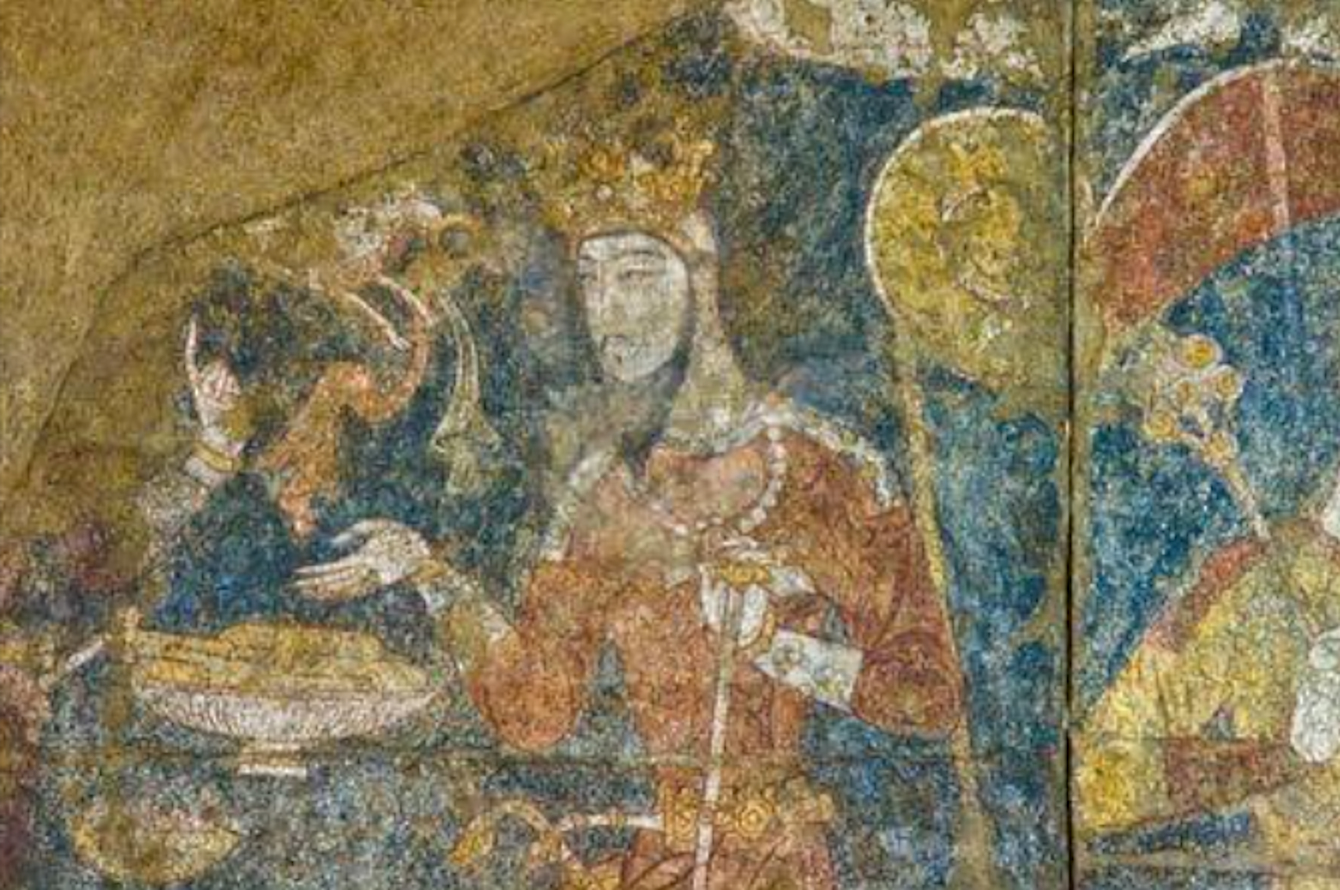
Mural de Panjakent (Panjīkant), segles VI-VIII dC. Museu Nacional d'Antiguitats de Tadjikistan
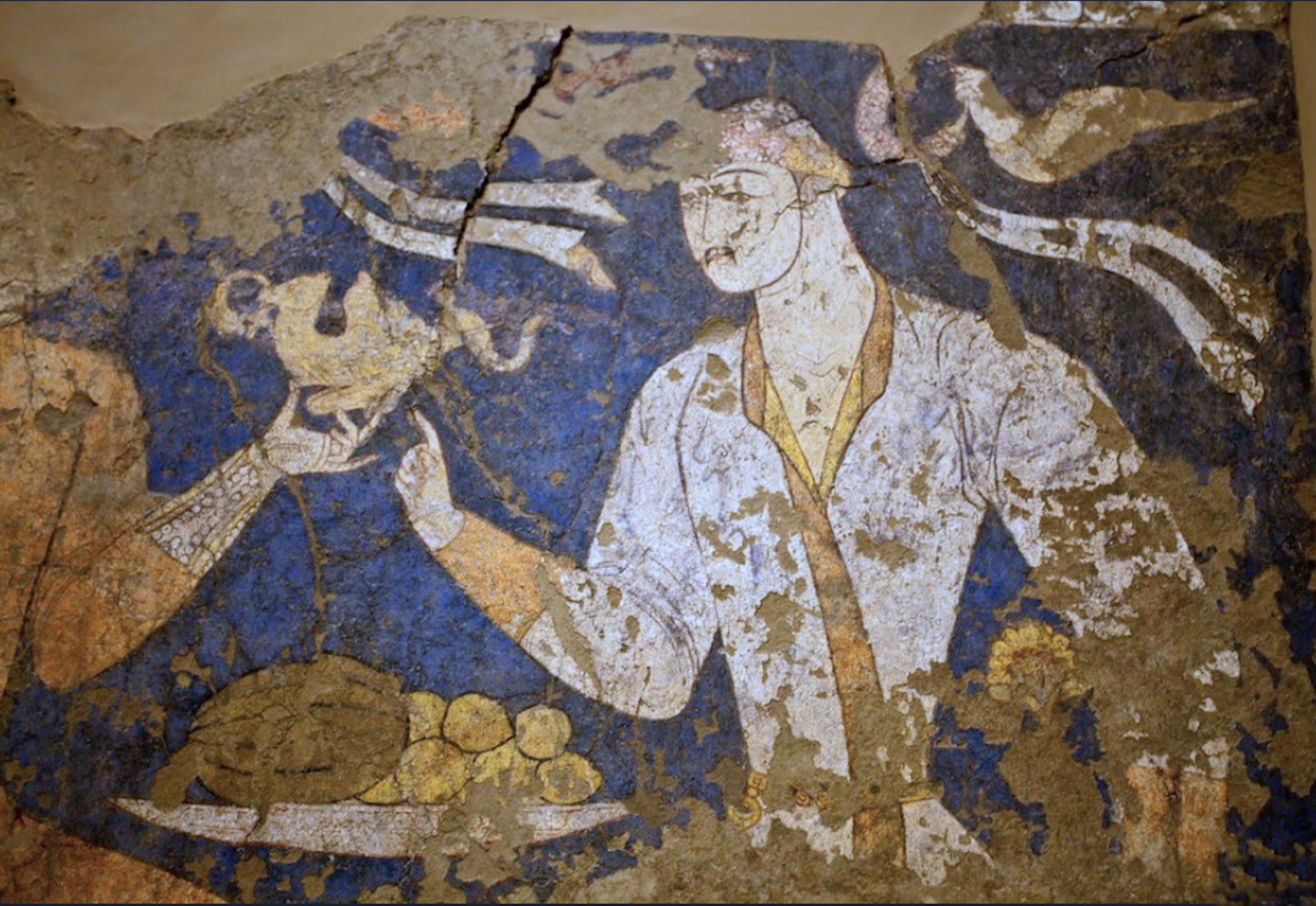
Mural de Panjakent (Panjīkant), segles VI-VIII dC
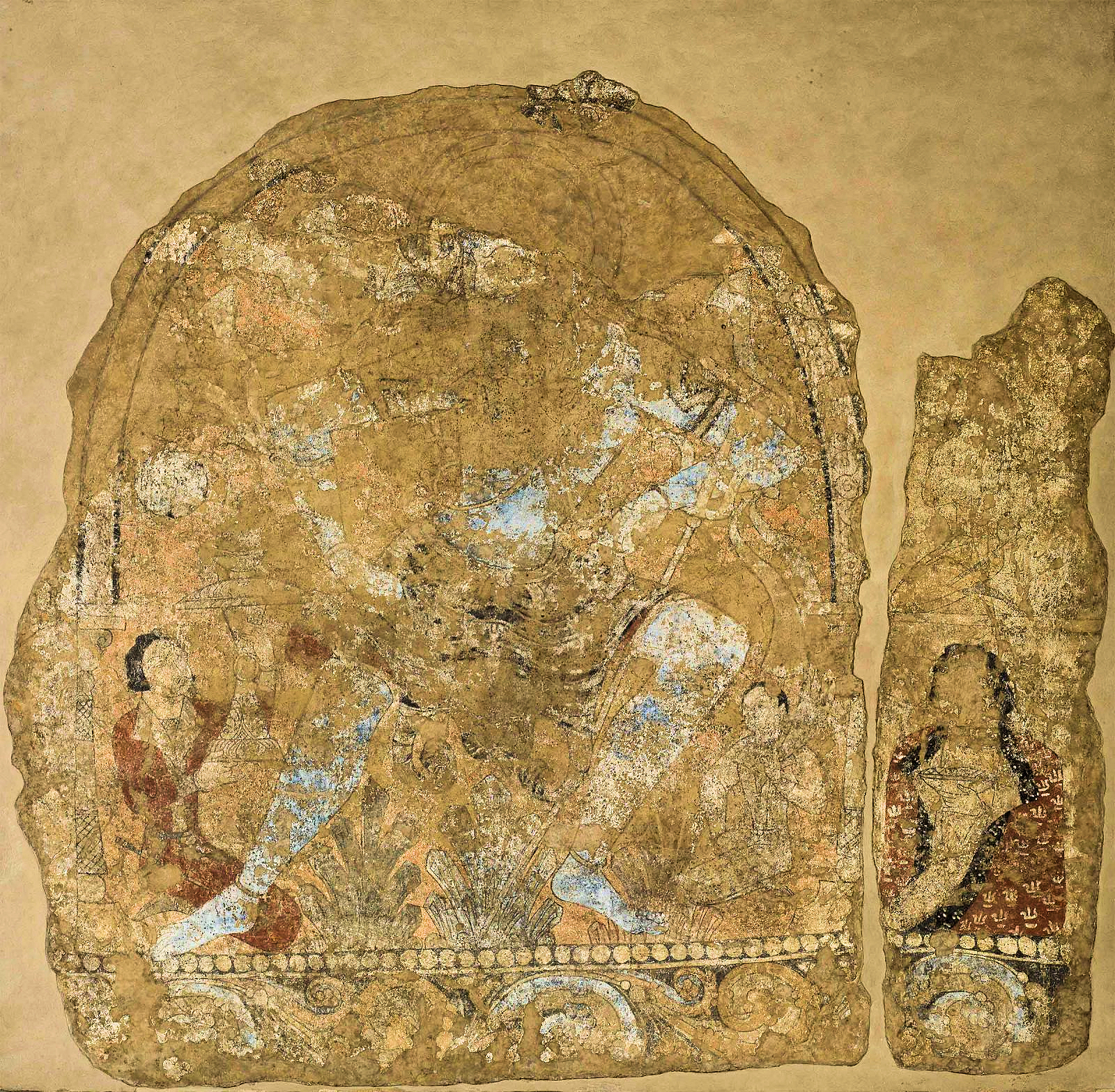
Xiva amb Trishula. Penjikent segle VII-VIII dC. Museu de l'Hermitage
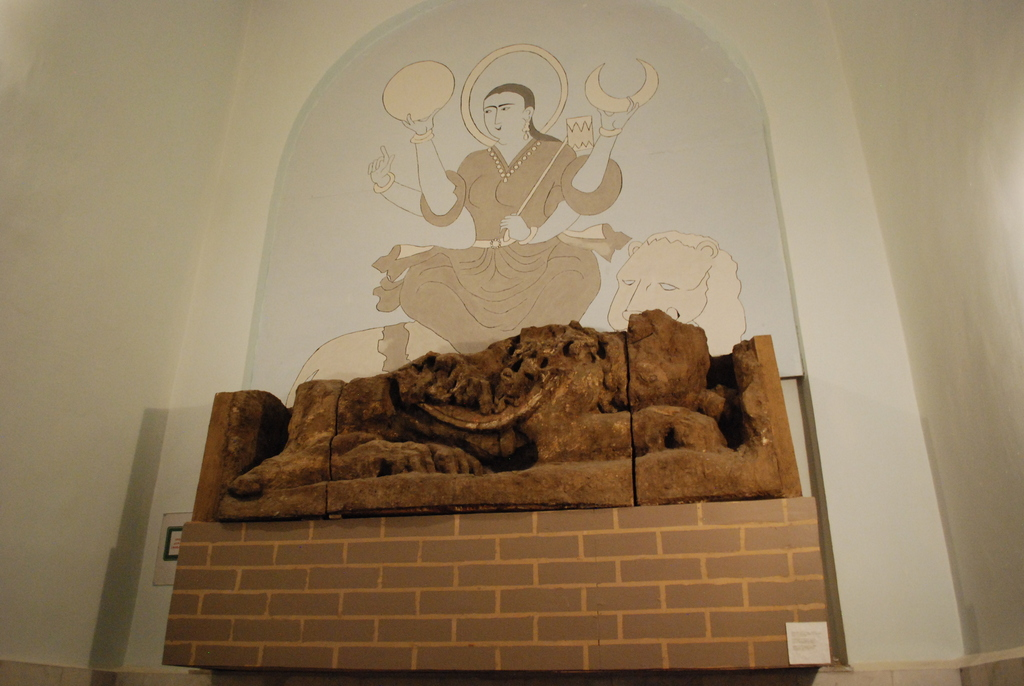
Lleó i deessa Anahita, Penjikent, segles VI-VIII dC
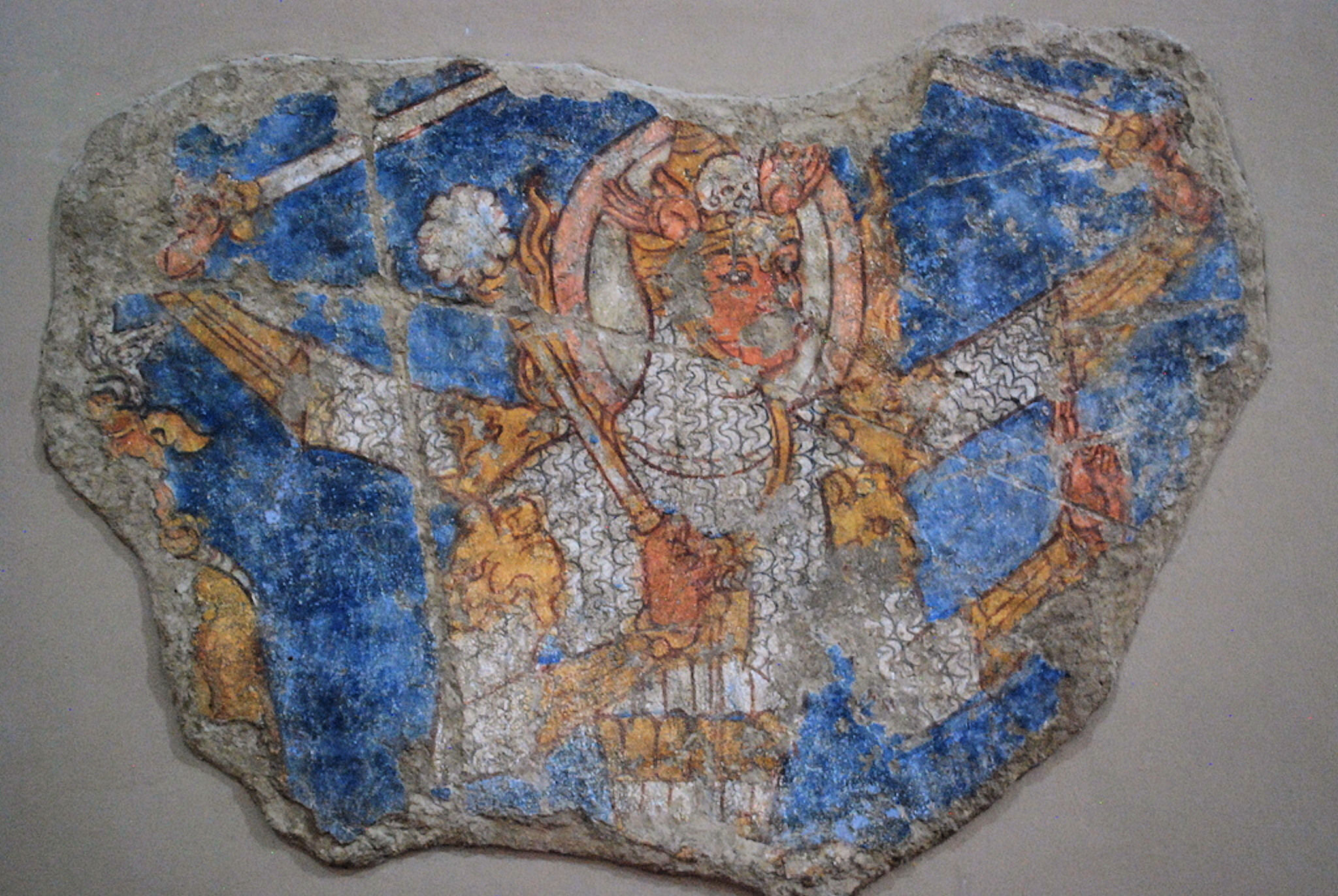
Deïtat multibraç amb armadura

## Geografia

### Clima
Panjakent té un clima continental humit d'estiu calent (classificació climàtica de Köppen Dsa). La temperatura mitjana anual és de 10,7 °C (51,3 °F). El mes més càlid és juliol amb una temperatura mitjana de 22,8 °C (73 °F) i el mes més fresc és gener amb una temperatura mitjana de -1,6 °C (29,1 °F). La precipitació mitjana anual és de 468,5 mm (18,4") i té una mitjana de 87,9 dies amb precipitació. El mes més plujós és l'abril amb una mitjana de 94 mm (3,7") de precipitació i el mes més sec és l'agost amb una mitjana de 2,6 mm (0,1") de precipitació.

## Subdivisions
Abans de 2018, Panjakent va ser la seu del districte de Panjakent, que cobria la part rural de l'actual ciutat de Panjakent. La ciutat de Panjakent cobreix Panjakent pròpiament dit i catorze jamoats. Aquestes són les següents:
| Jamoat         | Població (gener 2015) |
| -------------- | --------------------- |
| Amondara       | 13.380                |
| Chinor         | 6.879                 |
| Farob          | 8.650                 |
| Khalifa Hassan | 14.728                |
| Khurmi         | 10.451                |
| Kosatarosh     | 18.986                |
| Loiq Sherali   | 18.675                |
| Moghiyon       | 19.553                |
| Rudaki         | 18.465                |
| Sarazm         | 27.877                |
| Shing          | 10.873                |
| Sujina         | 12.285                |
| Voru           | 12.347                |
| Yori           | 19.045                |

## Persones notables

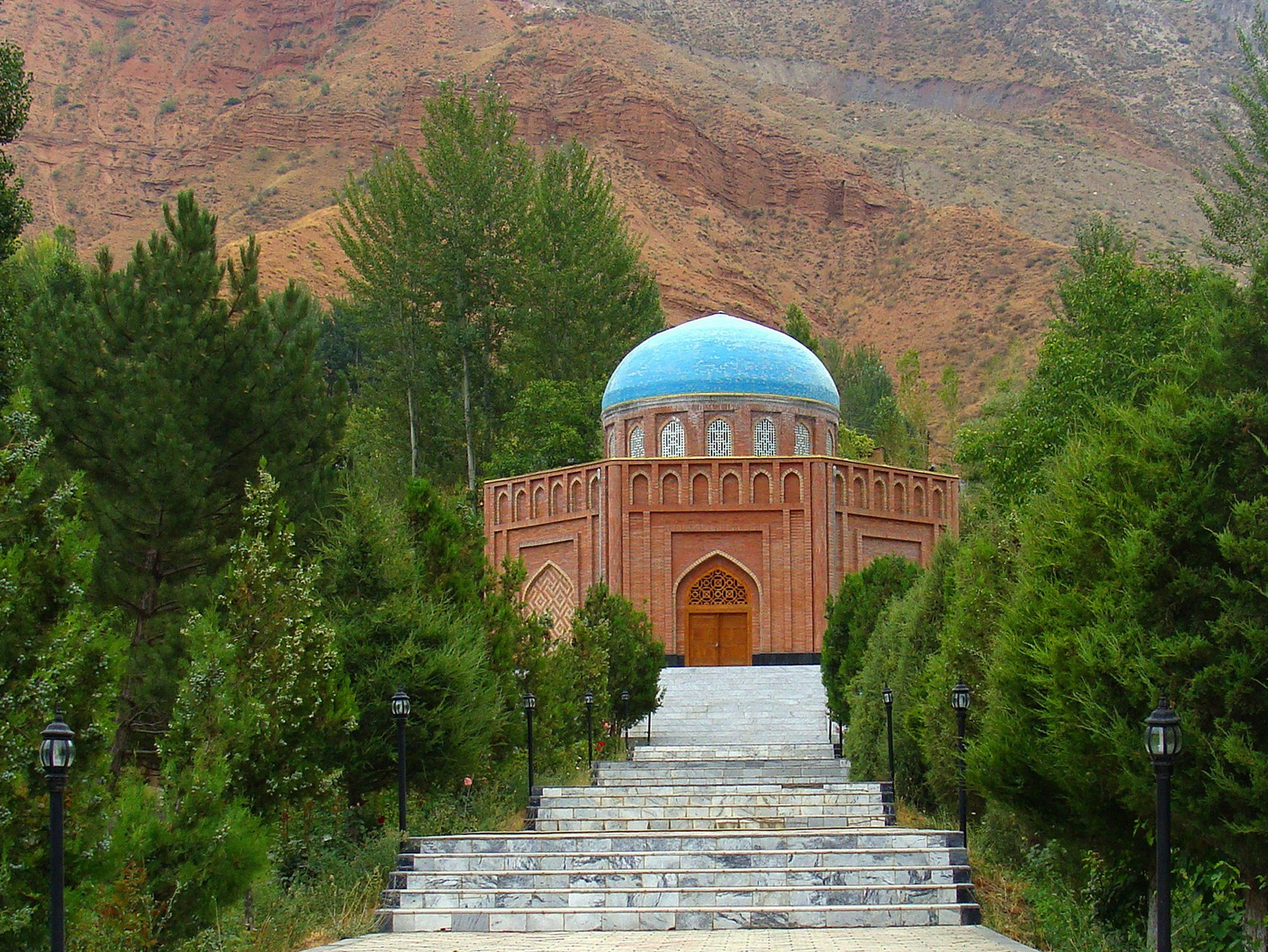
La Tomba Rudaki de Panjakent

- Nigina Amonkulova, cantant de folk[12]
- Khayrinisso Yusufi, vicepresident del Tadjikistan, membre de l' Assemblea de Representants.[13]
- Otakhon Latifi (tadjik: Отахон Латифи) (1936–1998), va ser un destacat periodista i polític[14]
- Yaqub Beg, líder de l'estat uigur de Yettishar durant la revolta de Dungan contra la dinastia Qing els anys 1865–1877